# Burg First
Die Burg First ist eine abgegangene Höhenburg zwischen dem Ortsteil Öschingen und der Stadt Mössingen im Landkreis Tübingen in Baden-Württemberg.

## Lage
Die Burg lag nordwestlich von Öschingen auf dem Firstberg bei 580 m ü. NN, auf dem einst die Herren von Fürst, Fyrst, Virst, ihren Sitz hatten. Von ihrem Schloss, das auf dem jetzt noch danach benannten Schlößlesbuckel stand, waren 1828 nur noch Gräben und Wälle übrig, die mit Gras überwachsen und mit Obstbäumen bedeckt waren.

## Geschichte
Die kleine Burg wurde erstmals 1075 erwähnt und war im Besitz der Edelfreien von First und späterer Besitz von Württemberg.
Ein Hesso von der Burg First übergibt 1094 das Landgut Ensisheim. Nach alten Zeichnungen bestand 1683 die Hauptburg noch aus einem turmartigen Palas und einem Wohngebäude für das Gesinde der Burgherren. In der zweiteiligen Vorburg standen die Wirtschaftsgebäude, der Haupteingang führte von Osten her über drei kleine Gräben mit Brücken zur Hauptburg. Von der ehemaligen Burganlage ist heute nichts mehr erhalten.
Die Burg und die dazugehörigen Ländereien wechselten im Laufe der Zeit mehrmals den Besitzer und schon 1576 war sie baufällig. 1756 verkaufte Herzog Karl die Burg an den Schultheiß Wagner und elf Öschinger Bürger. Den Bestimmungen des Kaufvertrages entsprechend mussten damals die Käufer die Burg abbrechen.

## Adelsgeschlecht
Das Geschlecht der von Fürst wurde 1288 erstmals schriftlich erwähnt und gehörte zum niederen Adel, viele davon waren in württembergischen Diensten. Dass sie Öschingen besessen haben, ist wahrscheinlich; gewiss aber ist, dass sie sonst ansehnliche Besitzungen hatten. Ums Jahr 1075 stiften die Brüder Burkard und Hesso von First Güter in Schwalldorf an das Kloster Hirsau. Crafft von Fürst steht als Zeuge in der Verkaufsurkunde von Gönningen vom Jahr 1300. Von dieser Zeit an kommen die von Fürst in einer Menge von Urkunden vor. 1473 verkaufte Conrad von Fürst die Burg Hölenstein mit den Dörfern Stetten und Herschwag im Lautertal. Im Jahr 1514 schickte die Stadt Tübingen dem Herzog Ulrich 500 Mann unter der Hauptmannschaft des Ernst von Fürst gegen die Aufrührer im Remstal zu Hilfe. Dieser Ernst wohnte in seinem eigenen Freyhaus in Tübingen, wo auch schon seine Vorfahren die meiste Zeit gewohnt hatten. In Tübingen starb 1560 Hans Conrad von Fürst. Von dieser Zeit an verschwindet die Familie.

## Wichtige Vertreter der Familie Fürst

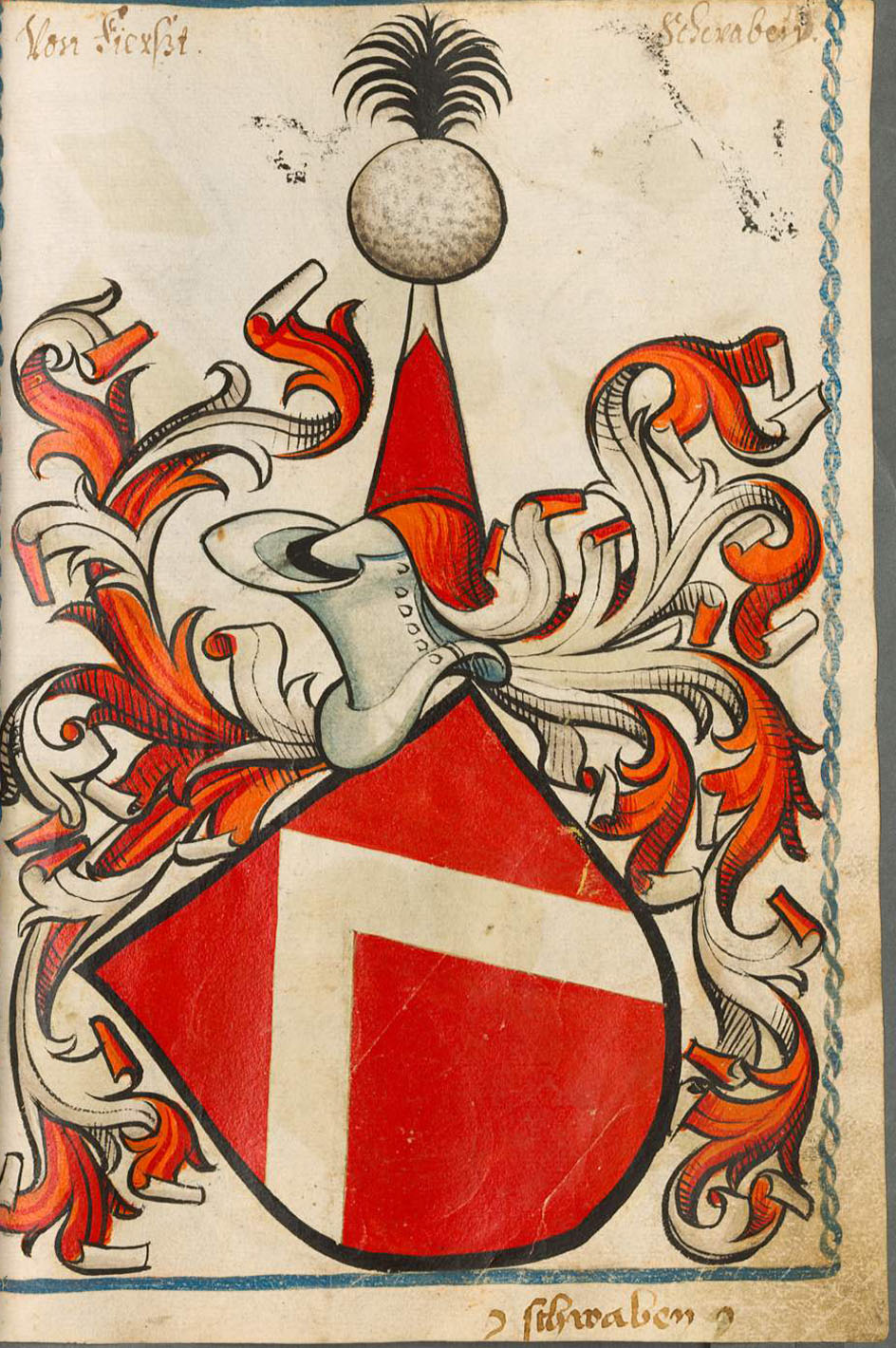
Wappen der Familie von Fürst im älteren Teil des Scheibler'schen Wappenbuch

- Ritter Konrad von Fürst († um 1491/1494), Inhaber des württembergischen Lehens Fürst und 1464–1472 Burgvogt in Tübingen.
- Ernst von Fürst (um 1514), Tübinger Burgvogt
- Veit von Fürst, kaiserlicher Gouverneur in Modena
- Wilhelm von Fürst (um 1508), kaiserlicher Rat und Kammeradvokat.[7]